# Mein Papagei frißt keine harten Eier
Mein Papagei frißt keine harten Eier ist ein deutscher Schlager. Der Text stammt von Hermann Frey, die Melodie von Walter Kollo. Die Uraufführung fand Silvester 1928 im Berliner Rundfunk statt.

## Geschichte
Der Schlager wurde in Deutschland, aber auch international zu einem großen Erfolg und von verschiedenen führenden Unterhaltungskünstlern dieser Zeit gesungen. Eine der bekanntesten Interpretationen spielte Efim Schachmeister für die Deutsche Grammophon ein. Nach 1945 erlangte das Lied erneut große Popularität, wurde im Laufe der Jahrzehnte dutzendfach eingespielt und gilt heute als Klassiker des Nonsens-Schlagers der 20er-Jahre, obwohl es ursprünglich als Parodie auf selbige gedacht war.

## Trivia
Zur Verbreitung des Liedes trug ein Prozess vor dem Berliner Arbeitsgericht bei, der kurz nach dem Erscheinen des Schlagers stattfand. Eine ältere Frau hatte einer Dienstbotin gekündigt, da diese ihren Papagei mit einem harten Ei gefüttert habe, woraufhin er gestorben sei. Die Frau beklagte, die Dienstbotin hätte spätestens nach Erscheinen des Liedes wissen müssen, dass harte Eier keine geeignete Nahrung für Papageien seien. Der Richter erklärte die Kündigung für unzulässig.